# 気をつけ

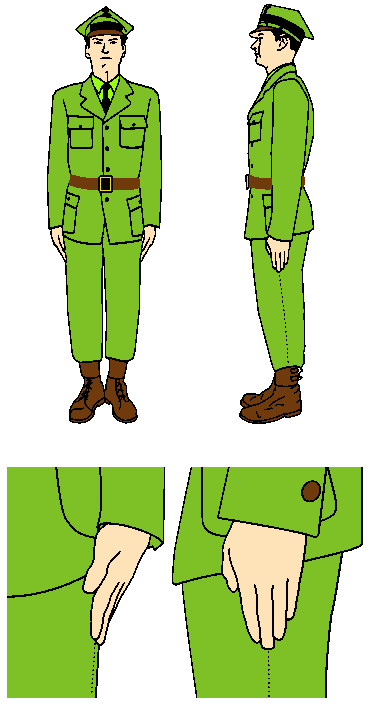
「気をつけ」の姿勢

気をつけ（きをつけ、英:attention）は直立不動の人体姿勢（および）直立不動を求める号令。

## 概要
「気をつけ」は各国の軍隊・準軍事組織・警察の基本教練科目に必ず取り入れられている姿勢・号令。さらに、マーチングバンド、応援団、ボーイスカウト、日本の学校教育などでは、一般市民の教育やしきたりとしても取り入れられている。そのため、近代以降は「気をつけ」は目上の人物への敬意や集団の規律を表す世界共通のボディーランゲージとなっている。
「気をつけ」の姿勢をとるには以下のように身体を動かす。
1. 両足の踵をつける
2. つま先を少し開く
3. 両膝をつけて伸ばす
4. 腰を伸ばす
5. 胸を張る
6. あごを引く[2]
7. 口を閉じる
8. 真っ直ぐ前を見る
9. 肘を伸ばす
10. 手は真っ直ぐに伸ばし、中指がズボンの線に沿うようにする。
11. なお、自衛官の場合は握りこぶしを作る。

軍人は自分より階級が上の将官・士官の前では基本的に気をつけの姿勢をとる。
「気をつけ」の姿勢をとった場合、基本的には上官からの「休め」、「進め」など別の号令が出るまで、あるいは「楽にしたまえ」といった口頭での指示が出るまで姿勢を変えたり、ゆらゆらと動いてはならない。また、私語してはならない。

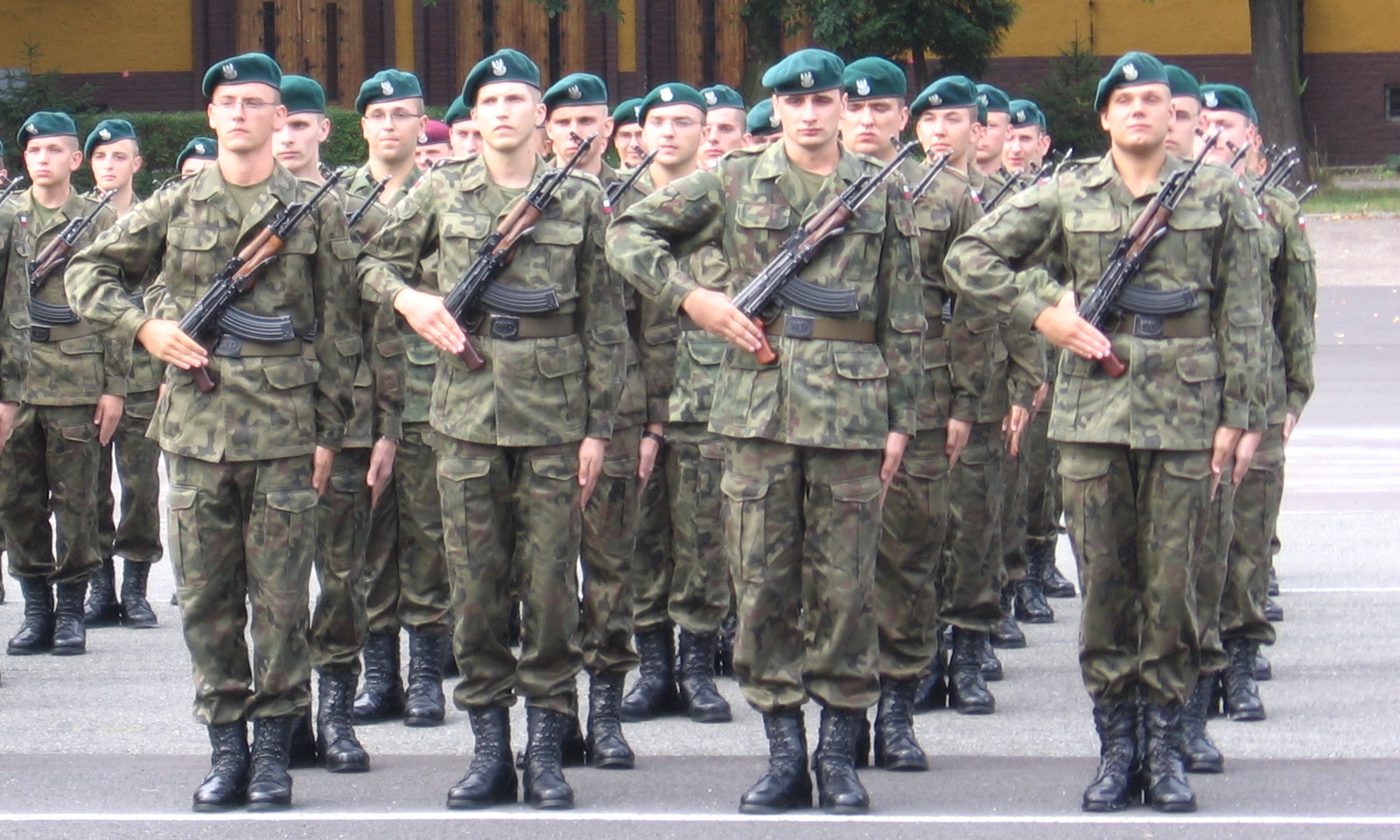
「気をつけ」の姿勢をとるポーランド軍兵士
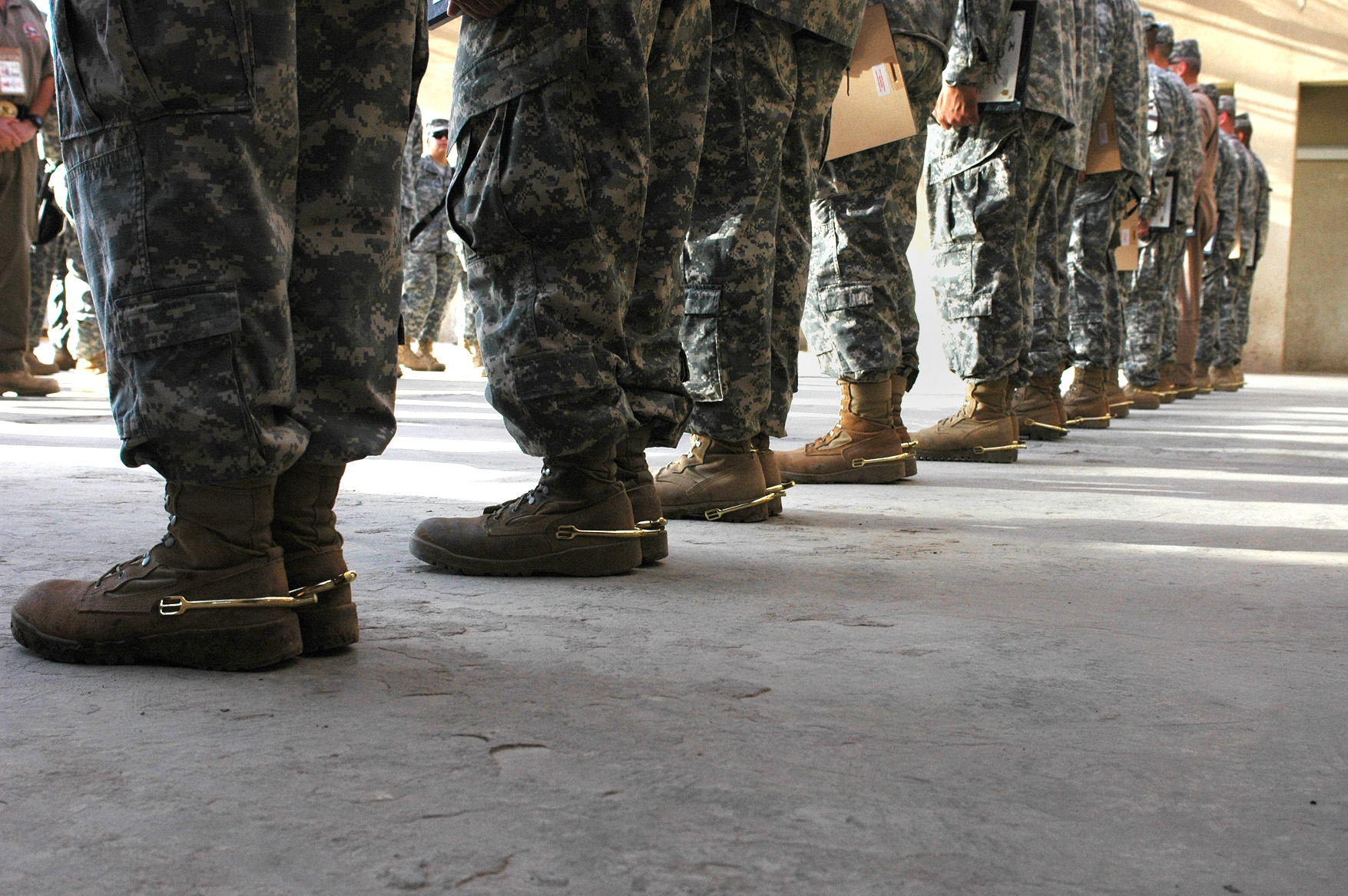
「気をつけ」の姿勢をとるアメリカ軍兵士の足元
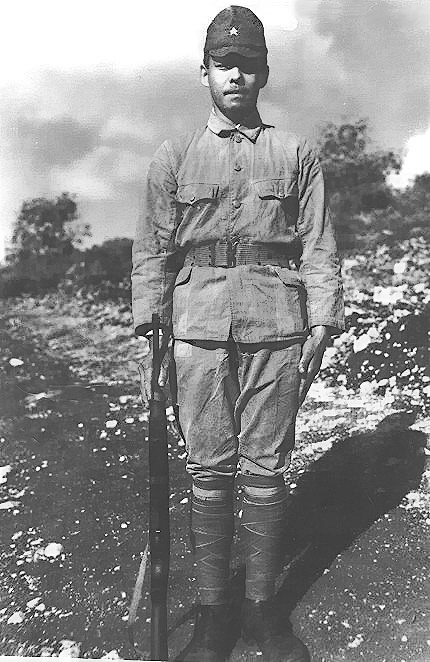
「気をつけ」の姿勢をとる日本軍兵士
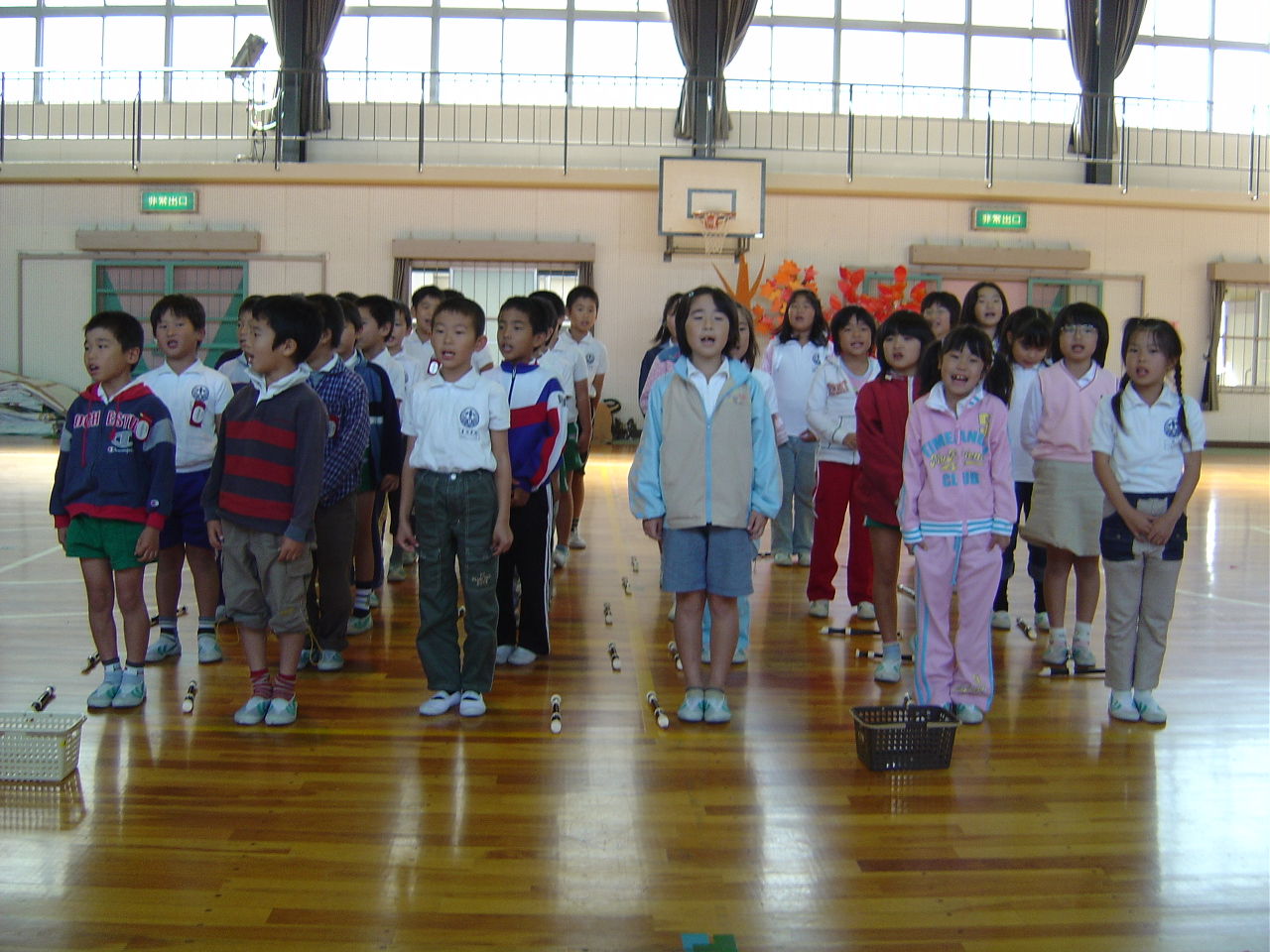
「気をつけ」の姿勢をとる日本の小学生

## 種類
- フィンランド軍では踵をつけず、拳一個分の間隔を空ける。
- ポーランド軍とトルコ軍では両母指の間隔を足と同じ長さに開く。
- スイス軍では両踵をつけ、つま先を60度の角度で開く。
- イギリス軍、アメリカ軍、ニュージーランド軍、オーストラリア軍では両踵をつけ、つま先を45度の角度で開く。
- カナダ軍では両踵をつけ、つま先を30度の角度で開く。
- スウェーデン軍・自衛隊では手指は伸ばさずに握り拳を作る。